# Золотницький Євгеній Олексійович
Євгеній Олексійович Золотницький (нар. 2 березня 1961) — радянський та український футболіст, що грав на позиції захисника і півзахисника. Відомий насамперед за виступами у складі кременчуцького «Кременя» у вищій лізі чемпіонату України.

## Клубна кар'єра
Євгеній Золотницький розпочав виступи на футбольних полях у 1979 році в клубі другої радянської ліги «Колос» з Полтави. У 1980 році Золотницький став гравцем команди першої ліги «Металіст» з Харкова, проте грав у харківській команді виключно в дублюючому складі. У 1982 році футболіст грав у складі команди другої ліги «Салют» з Бєлгорода. У 1983 році Золотницький повернувся до Харкова, де став гравцем команди другої ліги «Маяк», у якій грав до кінця 1986 року. У 1987 році Євгеній Золотницький став гравцем команди другої ліги «Кривбас» із Кривого Рогу, в якій грав до кінця 1989 року, та провів у її складі 141 матч у чемпіонаті.
На початку 1990 року разом із партнером по команді В'ячеславом Баклановим Золотницький стає гравцем команди другої нижчої ліги «Прикарпаття» з Івано-Франківська. У 1991 році футболіст грав у складі іншої команди другої нижчої ліги «Автомобіліст» із Сум. 1992 рік Євгеній Золотницький розпочав у команді новоствореної першої української ліги «Кристал» з Чорткова. Після закінчення короткоплинного першого чемпіонату України в середині 1992 року Золотницький став гравцем команди вищої української ліги «Кремінь» з Кременчука, у складі якого зіграв 22 матчі чемпіонату. Першу половину сезону 1993—1994 років футболіст провів у складі команди першої української ліги «Хімік» з Житомира, а на початку 1994 року вперше за кар'єру став гравцем команди другої ліги «Рось» з Білої Церкви. У середині 1994 року Євгеній Золотницький удруге в свої кар'єрі став гравцем чортківського «Кристала», цього разу грав у його складі півтора сезони.
На початку 1996 року Євгеній Золотницький удруге за кар'єру став гравцем харківського «Металіста», який на той час грав у першій українській лізі, цього разу зіграв у його складі 19 матчів. У середині 1996 року футболіст удруге за кар'єру стає гравцем білоцерківської «Росі», за короткий час перейменованої в «Ригонду», у складі якої грав до кінця 1998 року, а також у 1998 році нетривалий час виконував обов'язки головного тренера команди.. Після закінчення виступів у професійних командах Євгеній Золотницький кілька років грав у аматорських командах «Кристал» (Пархомівка) та «ЕТМ-Меркурій» з Харкова.